# Nederlandse kampioenschappen shorttrack afstanden 2011
Het Nederlands kampioenschap shorttrack afstanden 2011 werd op 5 en 6 november 2011 gehouden in Heerenveen. Het was een officieuze NK Afstanden shorttrack. Op de 111-meterbaan op het middenterrein van Thialf diende dit toernooi als zogenaamd voorprogramma voor de NK Afstanden op de langebaan, die datzelfde weekend plaatsvonden in Heerenveen. Door een misverstand stond het publiek echter nog buiten te wachten voor dichte deuren. Op zaterdag en zondag reden de shorttrackers direct de finales op de 1000 en 500 meter. De 1500 meter stond niet op het programma.
Bij de mannen won Sjinkie Knegt op de 1000 meter, voor Daan Breeuwsma en Niels Kerstholt. Een dag later pakte Kerstholt de Nederlandse afstandstitel op de 500 meter. Kerstholt hield Freek van der Wart en Breeuwsma achter zich. Bij de vrouwen werd de 1000 meter gewonnen door Jorien ter Mors, die gelijk daarna ook nog haar debuut maakte op de NK Afstanden op de langebaan. Ter Mors versloeg Annita van Doorn en Sanne van Kerkhof. Op de 500 meter veroverde Van Doorn het goud, voor Ter Mors en Yara van Kerkhof.

## Resultatenoverzicht

### Mannen
| Onderdeel  | Goud            | Zilver             | Brons           |
| ---------- | --------------- | ------------------ | --------------- |
| 500 meter  | Niels Kerstholt | Freek van der Wart | Daan Breeuwsma  |
| 1000 meter | Sjinkie Knegt   | Daan Breeuwsma     | Niels Kerstholt |

### Vrouwen
| Onderdeel  | Goud             | Zilver           | Brons             |
| ---------- | ---------------- | ---------------- | ----------------- |
| 500 meter  | Annita van Doorn | Jorien ter Mors  | Yara van Kerkhof  |
| 1000 meter | Jorien ter Mors  | Annita van Doorn | Sanne van Kerkhof |